# Enrique Pérez de Guzmán, II duca di Medina Sidonia
Enrique Pérez de Guzmán y Meneses (... – 1492) fu il secondo duca di Medina Sidonia.

## Biografia

Stemma del duca di Medina Sidonia.

Divenuto duca nel 1468, era nato al di fuori del matrimonio, ma venne in seguito legittimato per intervento dei re cattolici Ferdinando d'Aragona ed Isabella di Castiglia: in questo modo poté ereditare titoli e diritti.
Partecipò alla campagna per la conquista dell'emirato di Granada, ottenendo nel 1478 il titolo di marchese di Gibilterra. In quel periodo era considerato l'uomo più ricco di Spagna.
Cristoforo Colombo lo contattò per realizzare il suo progetto, ma il duca non ottenne l'appoggio della corona e si trovò costretto a rifiutare.

## Nella cultura di massa

### Televisione
- Isabel (serie televisiva) (2012), interpretato da Antonio Garrido.